# Canthon triangularis
Canthon triangularis е вид бръмбар от семейство Листороги бръмбари (Scarabaeidae). Видът не е застрашен от изчезване.

## Разпространение
Разпространен е в Боливия, Бразилия (Амазонас, Пара и Рондония), Венецуела, Колумбия, Перу, Суринам и Френска Гвиана.